# Rabiu Ibrahim
Rabiu Ibrahim (Kano, 15 marzo 1991) è un ex calciatore nigeriano, di ruolo centrocampista.

## Palmarès

### Club

#### Competizioni nazionali
- Campionato scozzese: 1

Celtic: 2011-2012
- Coppa di Slovacchia: 3

Slovan Bratislava: 2017-2018, 2019-2020, 2020-2021
- Campionato slovacco: 4

Slovan Bratislava: 2018-2019, 2019-2020, 2020-2021, 2021-2022

### Nazionale
- Campionato mondiale Under-17: 1

2007